# Gian Giorgio Trissino (cavaliere)
Gian Giorgio (anche Giovanni Giorgio o a volte solo Giovanni negli albi militari) Trissino dal Vello d'Oro (pronuncia Trìssino, /ˈtrissino/) (Vicenza, 22 luglio 1877 – Milano, 22 dicembre 1963) è stato un cavaliere italiano, il primo italiano a vincere una medaglia (un argento) e una medaglia d'oro ai Giochi olimpici.
Era omonimo e discendente diretto del letterato e umanista Gian Giorgio Trissino dal Vello d'Oro.

## Biografia
Il conte Giovanni Giorgio Trissino dal Vello d'Oro, di antica famiglia vicentina, completò gli studi presso l'Accademia Reale di Torino, da cui uscì col grado di sottotenente. Avendo manifestato la sua predilezione per l'arma della cavalleria, nel 1898 fu ammesso come ufficiale di complemento alla Scuola Militare di Pinerolo e assegnato al reggimento Genova Cavalleria. Distintosi tra i migliori del suo corso, venne trasferito a Roma, presso la Scuola di Applicazione di Cavalleria a Tor di Quinto, al fine di perfezionare il suo stile, da cui uscì a dicembre del 1900 col massimo dei voti.
L'episodio che lo rese celebre fu la partecipazione al concorso ippico organizzato a Parigi in occasione dell'Esposizione Universale, che fece parte dei Giochi della II Olimpiade moderna, nell'estate del 1900.
Il giovane sottotenente fu il primo italiano a vincere una medaglia olimpica, conquistando il 31 maggio 1900 il secondo posto nel concorso di salto in lungo degli sport equestri, con la distanza di metri 5,70 compiuta dal fido Oreste. Due giorni dopo, il 2 giugno, nella specialità di salto in alto arrivò primo a pari merito con il francese Dominique Gardères, con un'elevazione di metri 1,85 ancora in sella a Oreste e giunse anche quarto cavalcando il cavallo Melopo, che si fermò invece all'altezza di metri 1,80.
Rientrato a Torino, continuò a frequentare la Scuola di Pinerolo, dalla quale poté avere sempre ottimi cavalli per proseguire l'attività equestre. Le più significative partecipazioni furono quella al primo concorso internazionale di Torino del 1902, in cui testimoniò la valenza del nuovo sistema di equitazione messo a punto dal capitano Federico Caprilli, e la vittoria nella prova di salto all'Olympia di Londra nel giugno 1909, dove l'Italia giunse seconda nella Coppa delle Nazioni.

### La sostituzione di Caprilli

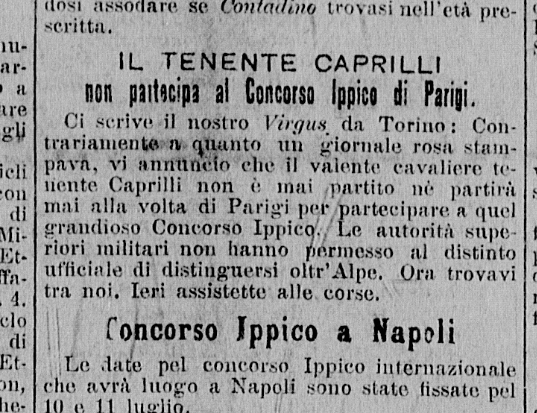
Ritaglio del Corriere dello Sport del 30.5.1900 dove si esclude la presenza di Federico Caprilli a Parigi

Ai Giochi olimpici estivi di Parigi 1900, in entrambi i concorsi vinse le due medaglie in sella a Oreste, cavallo che inizialmente sarebbe dovuto spettare al grande Federico Caprilli, suo maestro, il quale, dopo aver inviato in Francia i cavalli prescelti, fu richiamato da un telegramma del Ministero della Guerra che vietava l'espatrio agli ufficiali di carriera, in seguito allo scioglimento delle Camere.
Questa situazione evidentemente non fu ben chiarita ai giudici di gara e ciò ha portato confusione, al punto che in alcuni albi d'oro fu erroneamente indicato Caprilli in luogo di Trissino. Secondo alcune ricostruzioni Caprilli potrebbe effettivamente aver raggiunto Parigi in incognito da Torino per ultimare la preparazione dei propri cavalli, dando adito a voci romanzate relative alla sua partecipazione attiva alle gare. La ricostruzione dei fatti possibile oggi e i record ufficiali avallano le effettive posizioni conquistate dal Trissino. Infine, anche un trafiletto apparso sul Corriere dello Sport dell'epoca conferma la presenza del Caprilli a Torino.
Ciò che dà una spallata definitiva a ogni speculazione è la testimonianza di Carlo Giubbilei, che nella sua biografia di Caprilli scrive:
"A Parigi nel 1900 era indetto un concorso ippico internazionale. Vi aveva esso inscritti Oreste del capitano Malfatti, Montebello e Melopo, del cavalier Jean De Micheli. Aveva fatto domanda regolare al Ministero per concorrervi, ed ottenne l’autorizzazione per recarsi all’estero. All’ultimo momento, o mene d’invidiosi o altro, fecero ritirare il permesso. Che fa il mio povero amico? Parte con regolare licenza dal reggimento per cinque giorni per Torino. Di là in incognito vola a Parigi, prova i cavalli, che già erano colà, agli ostacoli, dà istruzioni all’eccellente cavaliere conte Trissino che si trovava in aspettativa, ed alla sera stessa del giorno del suo arrivo riparte e ritorna al reggimento. Oreste vinse il campionato del salto in estensione, Montebello fu secondo nel campionato d’elevazione; Caprilli si dolse di non averli condotti alla vittoria, ma gioì di questa e fu grato a Trissino di averlo così degnamente sostituito."
Resta quindi un dilemma sui cavalli, ma non sui cavalieri.

### Altre attività

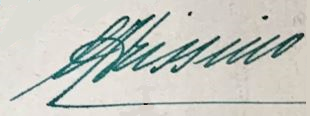
Autografo di Gian Giorgio Trissino

Negli anni tra il 1915 e il 1917 fu autore e regista di diversi cortometraggi sull'equitazione, in molti dei quali egli fu anche attore insieme alla moglie Gemma Albini.
Lasciata la Cavalleria col grado di capitano, visse a lungo tra Roma, frequentando anche la corte del re, e Milano per dedicarsi alla composizione musicale, con discreto successo. L'editore G. Ricordi incise e pubblicò diversi suoi pezzi, tra cui dei tango, fox-trot, one-step e valse hésitation, ritmi di gran moda in Europa nella prima metà del Novecento.
Negli anni tra le due guerre mondiali si trasferì definitivamente a Milano con la moglie e i tre figli, dove rimase per il resto della sua vita. È sepolto nella cappella di famiglia presso il Cimitero Maggiore di Vicenza.

## Palmarès
| Anno | Manifestazione  | Sede   | Evento         | Risultato |
| ---- | --------------- | ------ | -------------- | --------- |
| 1900 | Giochi olimpici | Parigi | Salto in alto  | Oro       |
| 1900 | Giochi olimpici | Parigi | Salto in lungo | Argento   |

## Riconoscimenti

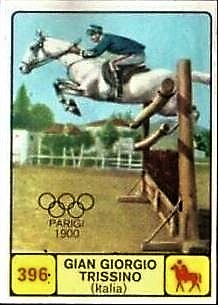
Figurina Panini Campioni dello sport 1968-69 - 396 Gian Giorgio Trissino

Con lo sviluppo del collezionismo delle figurine, la Edizioni Panini creò nella stagione 1968-69 la collezione “Campioni dello sport”, in cui la figurina 396 ritraeva Gian Giorgio Trissino a cavallo mentre salta un ostacolo, accanto alla scritta “Parigi 1900” sotto i cinque cerchi olimpici.
Nel luglio del 2000 si tenne un ricevimento nei giardini di Villa Trissino Marzotto per celebrare la ricorrenza di due eventi sportivi di rilievo: i cento anni dalla conquista della medaglia d'oro di Gian Giorgio Trissino a Parigi e i cinquant'anni della prima vittoria di Giannino Marzotto, al tempo proprietario della villa, nella gara automobilistica delle Mille Miglia.
Il 7 maggio 2015, alla presenza del Presidente del CONI, è stata inaugurata all'interno del Parco olimpico del Foro Italico a Roma, lungo Viale delle Olimpiadi, la Walk of Fame dello sport italiano, costituita inizialmente di 100 mattonelle che riportano in ordine cronologico i nomi degli atleti più rappresentativi della storia dello sport italiano. Su ogni mattonella sono riportati il nome dello sportivo, lo sport in cui si è distinto e il simbolo del CONI. La prima mattonella è dedicata a Gian Giorgio Trissino proprio in virtù della conquista della prima medaglia olimpica italiana.

## Galleria d'immagini

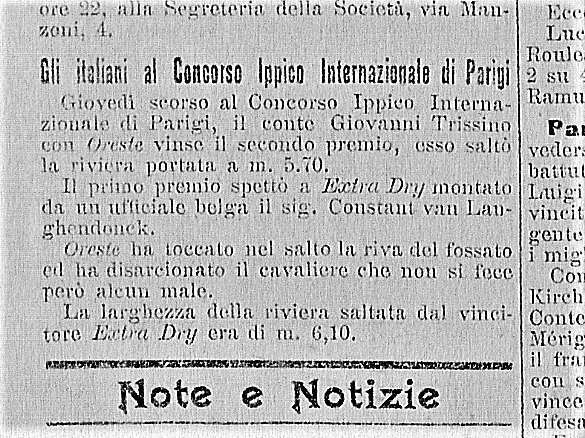
Ritaglio del Corriere dello Sport del 4.6.1900, che riporta il secondo posto guadagnato nel salto in lungo il 31 maggio 1900 con Oreste
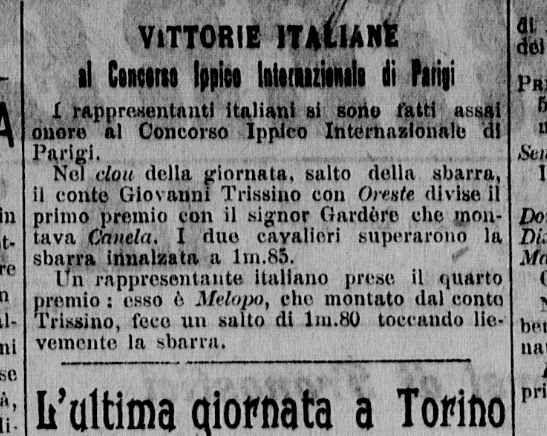
Ritaglio del Corriere dello Sport del 6.6.1900, che riporta il primo posto nel salto in alto con Oreste e il quarto con Melopo nella gara del 2 giugno 1900
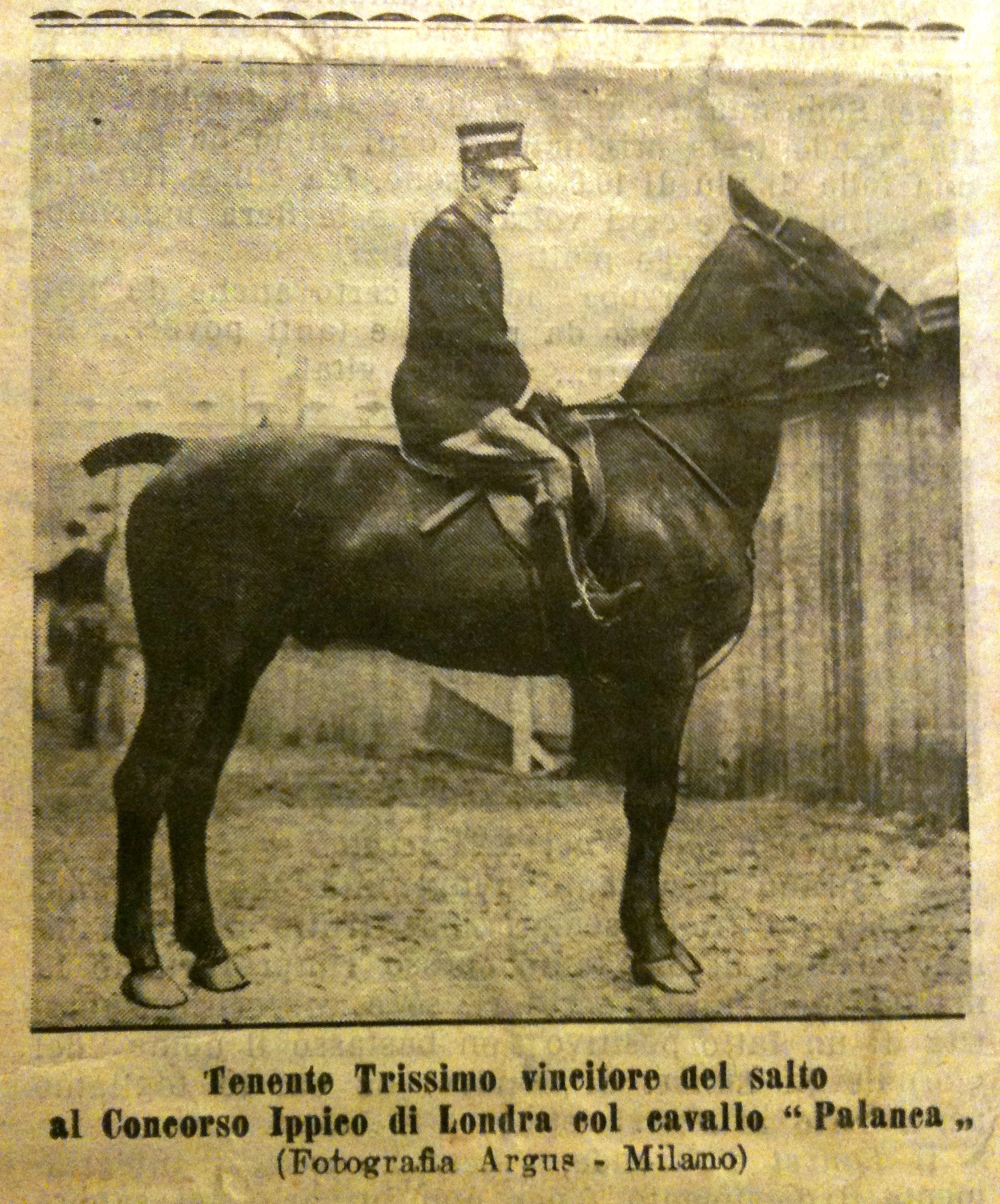
Ritaglio da La Tribuna Illustrata del 27.6.1909 - anno XVII Nº 26: il tenente Gian Giorgio Trissino a cavallo di Palanca, vincitore a Londra
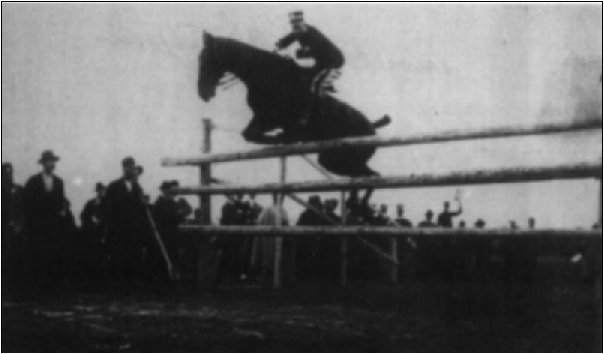
Foto d'epoca di Gian Giorgio Trissino al salto in alto, pubblicata da Quotidiano.Net
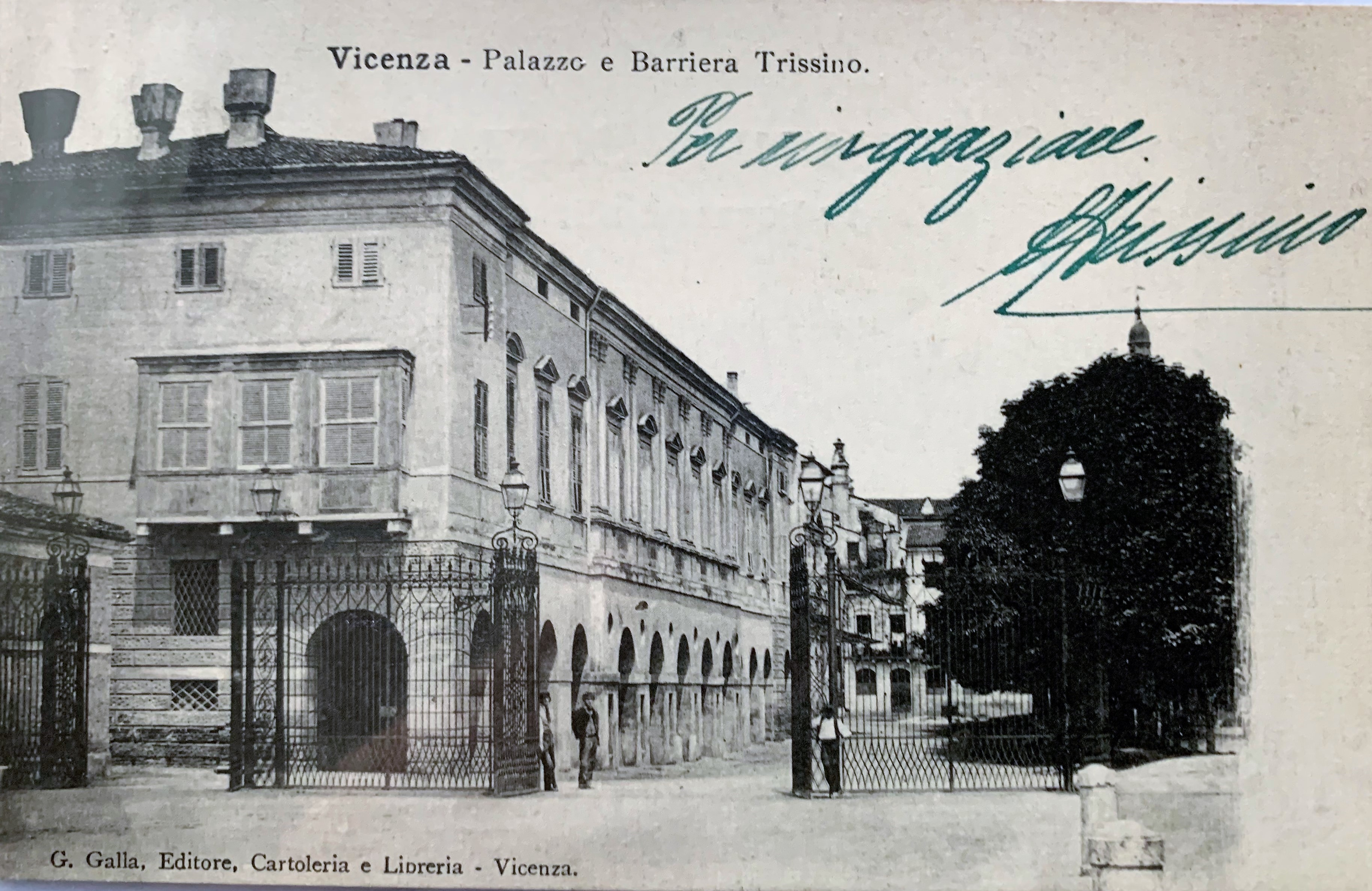
Cartolina del 1900 circa con Palazzo Trissino dal Vello d'Oro e la barriera daziaria allora esistente, spedita (prima del 1906) da Gian Giorgio Trissino (autografo), allora tenente del Genova Cavalleria, al commilitone barone Egon de Peccoz, tenente dei Cavalleggeri di Saluzzo
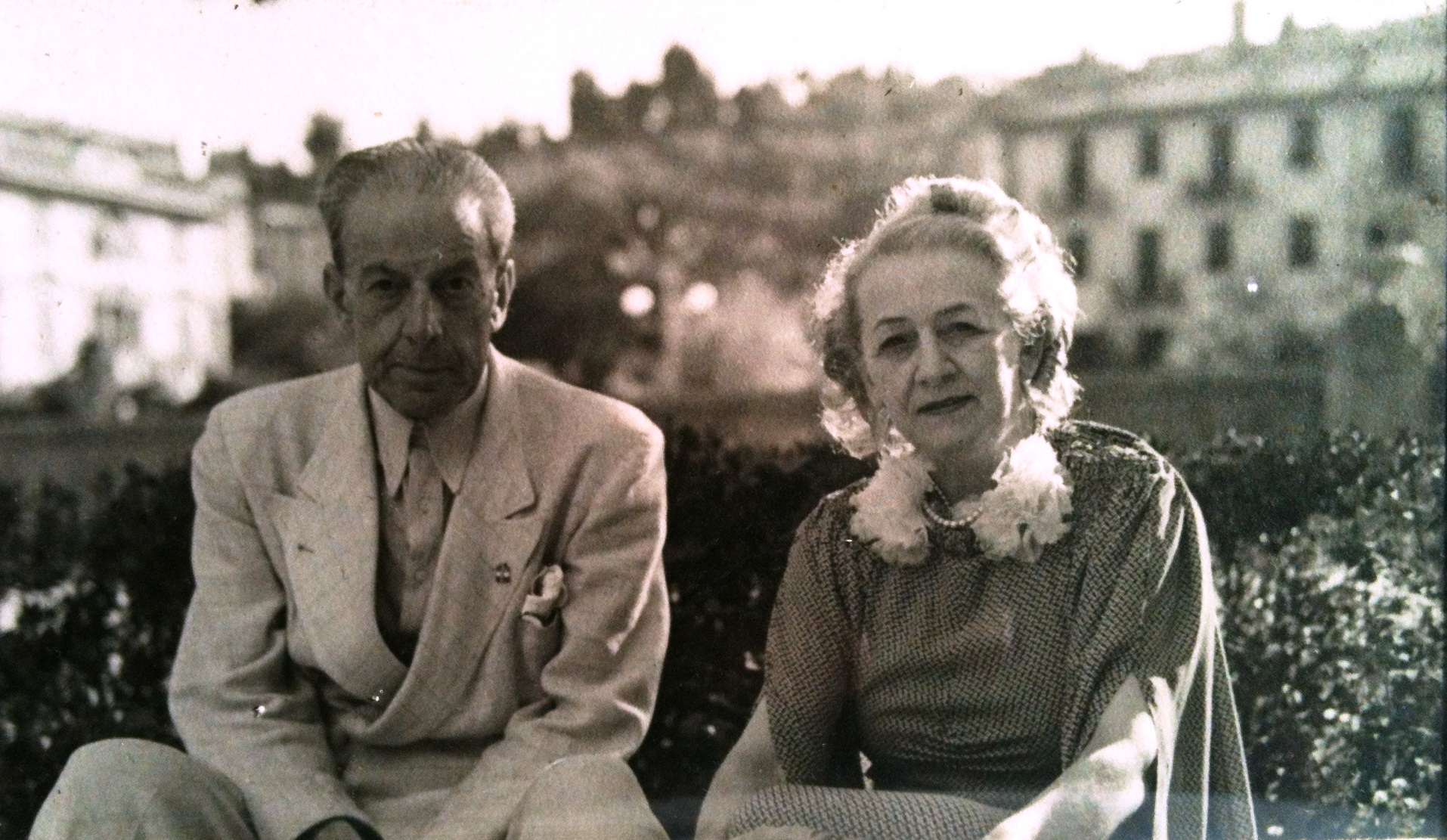
Gian Giorgio Trissino dal Vello d'Oro e la moglie Gemma Albini fotografati in giardino
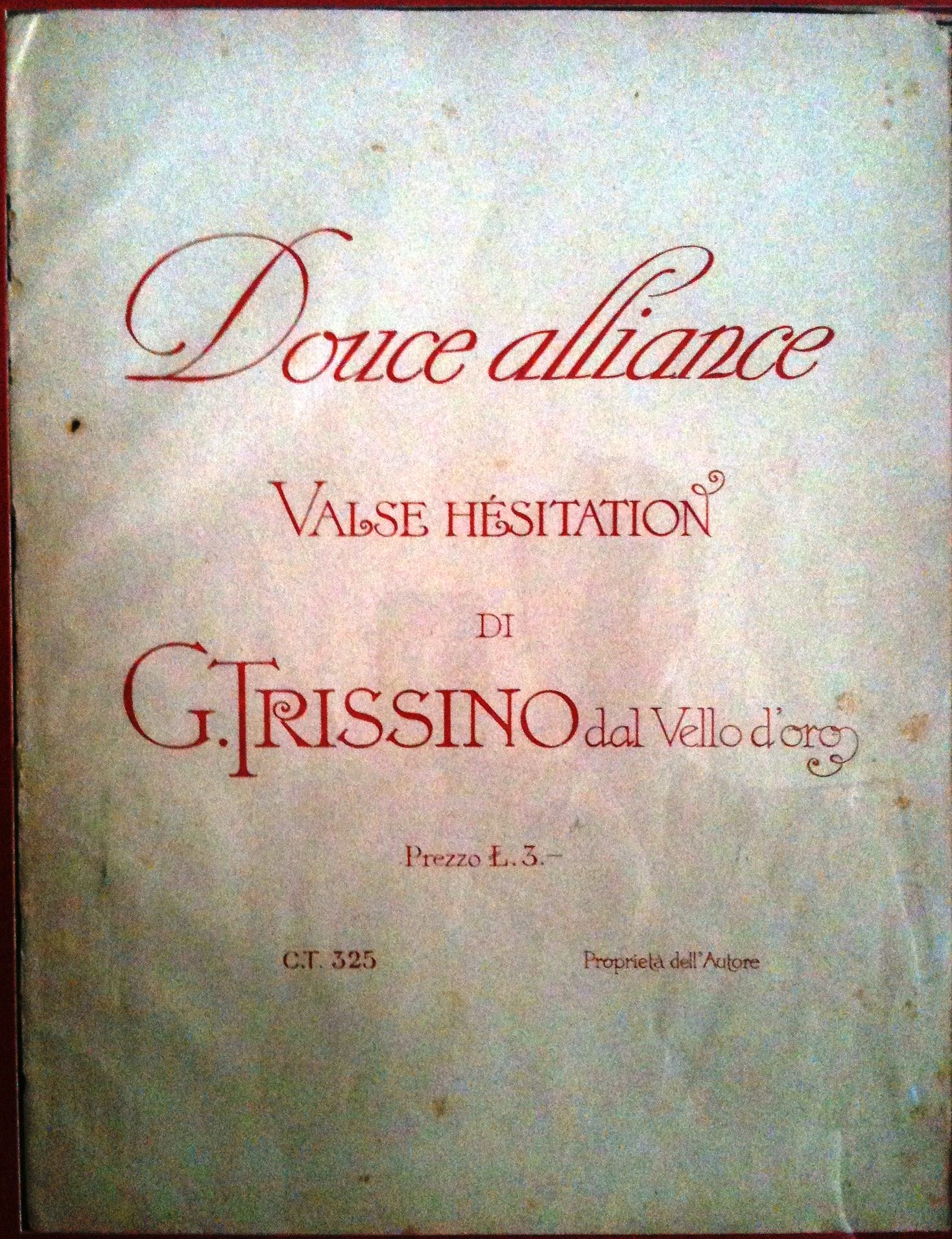
Frontespizio di una composizione musicale di Gian Giorgio Trissino dal Vello d'Oro
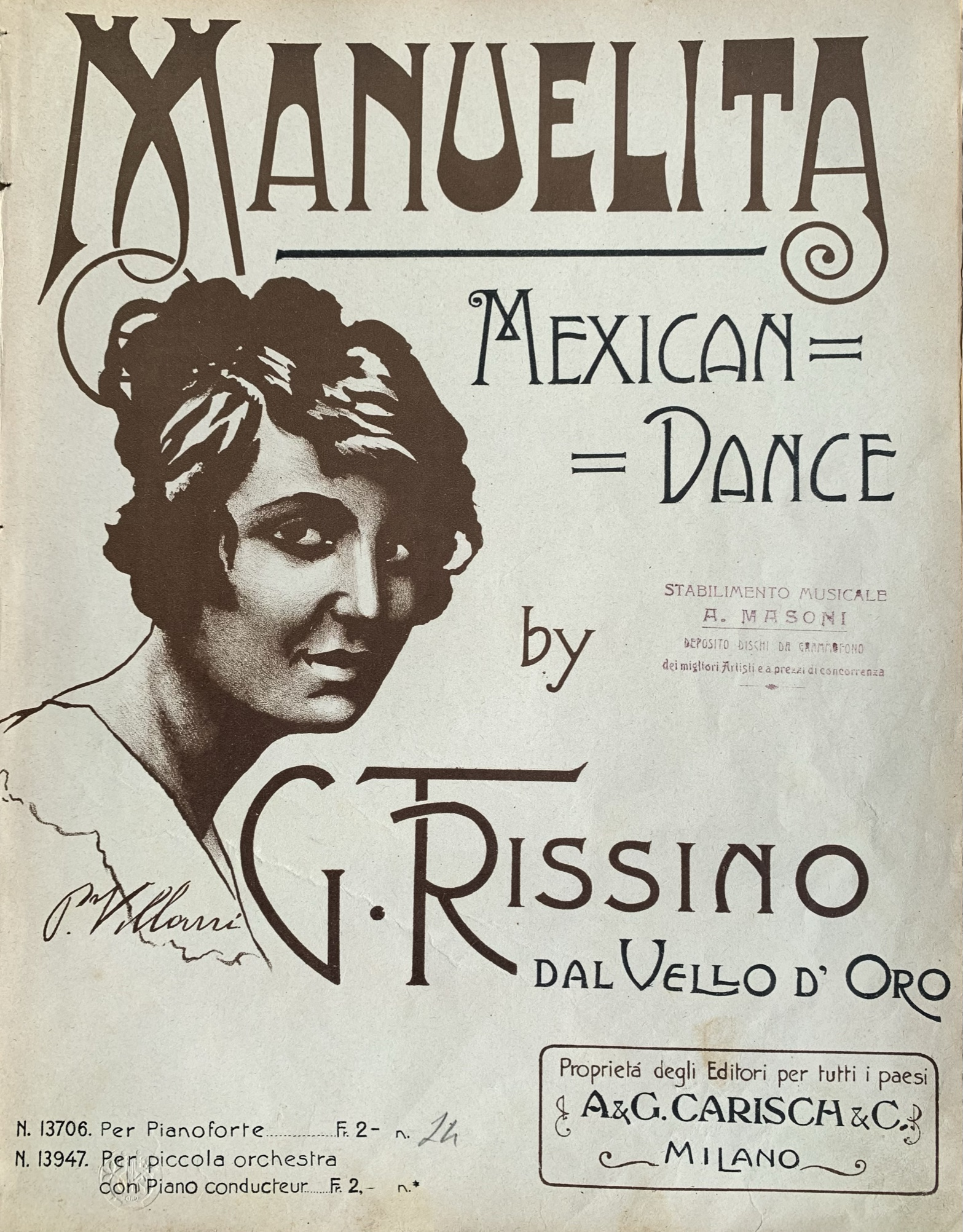
Copertina dello spartito di "Manuelita", un tango scritto da Gian Giorgio Trissino nel 1919
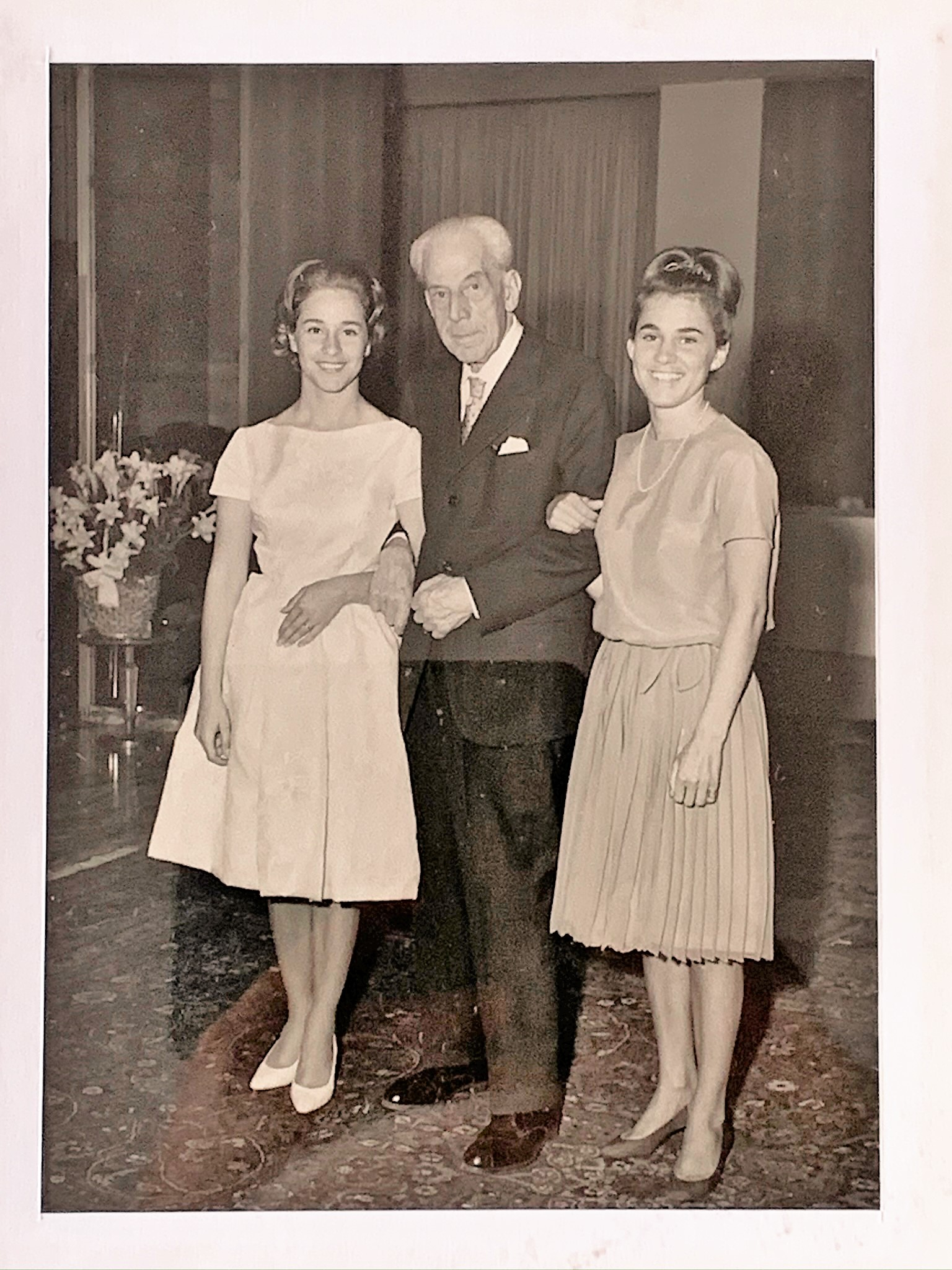
Il conte Gian Giorgio Trissino con le nipoti Paola (a sinistra in abito bianco) ed Elena, ad una festa nel 1962